# Ордіно
Ордіно (кат. Ordino) — одна з семи паррокій Андорри. Розташована на північному заході країни.

## Туристичні об'єкти Ордіно
Туристичними об'єктами Ордіно є Свято-Георгієвський музей православної ікони, у якому зібрано близько ста російських, грецьких і болгарських ікон XVI—XIX століть. Крім цього, у музеї є бібліотека і відеосюжети з місць, звідки були привезені ікони, а також фотографії православних соборів і церков.
Цікавий також Музей Мікромініатюр з шедеврами українського майстра Миколи Сядристого, які видно тільки під мікроскопом, а також Музей архітектурних мініатюр з макетами найзначніших будівель Андорри.
В Ордіно також функціонує етнографічний музей д’Арені і Пландоліт, який являє собою будинок династії Арені Пландоліт (1633 р.) з експозицією, присвяченій найвідомішим людям Андорри.